# Batería de sodio–azufre

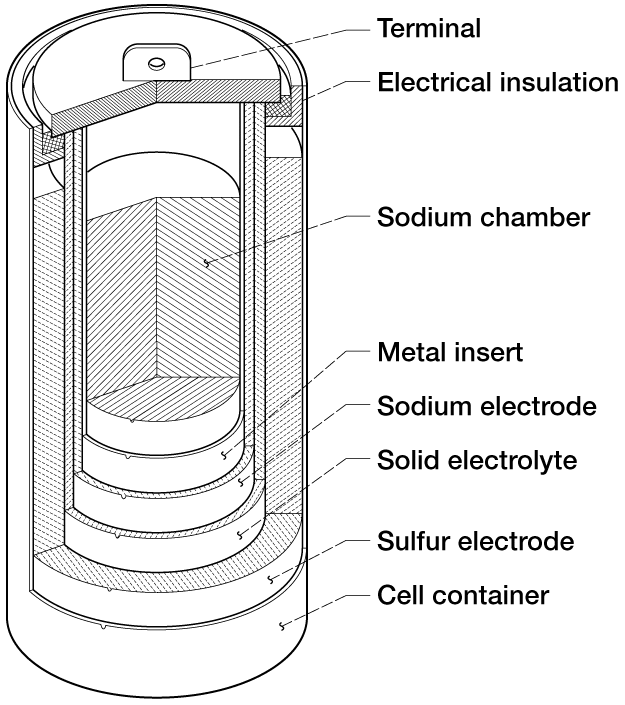
Cut-away schematic diagram of a sodium–sulfur battery. (image courtesy NASA John Glenn Research Center).

Una batería de sodio-azufre (abreviada como NaS o Na–S) es un tipo de batería de sal fundida construida a partir de líquido de sodio (Na) y azufre (S).  Este tipo de batería tiene una alta densidad de energía , alta eficiencia de carga / descarga (89-92%) y un largo ciclo de vida y se fabrica a partir de materiales de bajo costo.  Sin embargo, debido a las temperaturas de funcionamiento de 300 a 350 °C y la altamente corrosiva naturaleza del polisulfuro de sodio, tales células son principalmente adecuadas para aplicaciones no móviles a gran escala, tales como el almacenamiento de energía en la red eléctrica.